# Tablice rejestracyjne na Łotwie
Łotewskie tablice rejestracyjne – nowe tablice rejestracyjne na Łotwie składają się z niebieskiego paska z lewej strony (eurobandu), na którym znajduje się flaga UE, a niżej kod samochodowy Łotwy „LV”. Reszta to dwie czarne litery oznaczające serię tablicy rejestracyjnej, myślnik i cztery cyfry.
Za dodatkowy koszt są dostępne tablice rejestracyjne z dowolnym tekstem lub kombinacją cyfr.
Łotwa również wprowadziła oznaczenie dla aut zeroemisyjnych – takie tablice mają niebieskie litery na białym tle
Auta korpusów dyplomatycznych mają czarne litery na czerwonym tle. Auta takie nie mają eurobandu, lecz natomiast mają naklejkę informacyjną o przynależności danego pojazdu do korpusu

## Stare tablice
Na starych tablicach z lewej strony znajdowała się flaga Łotwy i kod samochodowy, a dalej dwie czarne litery oznaczające serię tablicy rejestracyjnej, myślnik i cztery cyfry.